# Ayenia aprica
Ayenia aprica är en malvaväxtart som beskrevs av Cristobal. Ayenia aprica ingår i släktet Ayenia och familjen malvaväxter. Inga underarter finns listade i Catalogue of Life.